# Horst Siegl
Horst Siegl (Karlovy Vary, 15 febbraio 1969) è un allenatore di calcio ed ex calciatore ceco, di ruolo attaccante.

## Carriera

### Club

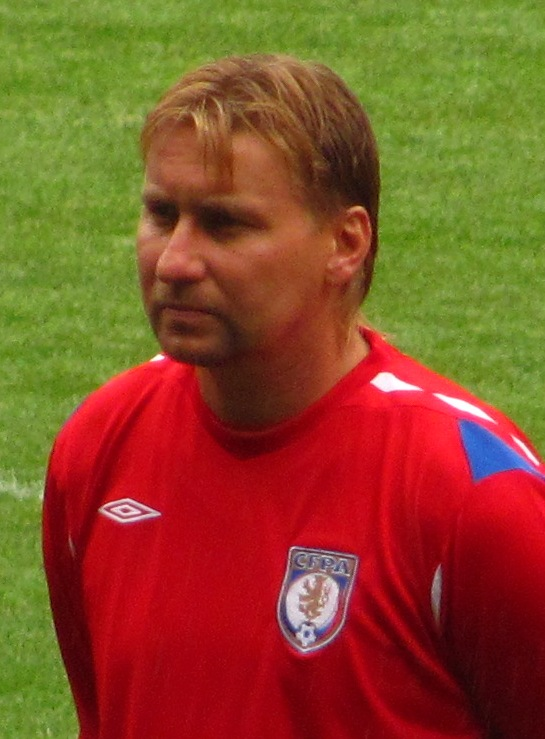
Horst Siegl

Dopo aver trascorso le giovanili nello Slavia Karlovy Vary, nel 1987 lo Sparta Praga lo preleva e lo lancia in prima squadra, dove debutta e va in gol alla prima stagione. Lo Sparta Praga inanella la doppietta campionato+coppa 1988, ma nonostante la rete in due incontri di campionato e l'esordio in UEFA Champions League 1997-1998 (Sparta Praga 1-4 Steaua Bucarest), resta una riserva per l'annata seguente e nel gennaio del 1989 va a farsi le ossa al RH Cheb: qui trova un posto da titolare, segnando 5 gol in 13 incontri di campionato e restando in prestito a Cheb anche per il campionato 1989-1990. Nel 1990 torna a Praga e fino al 1995 gioca tutte le stagioni da titolare totalizzando in campionato 138 incontri e realizzando 66 reti (con una media di 0,48 gol a partita) vincendo il titolo di capocannoniere della prima edizione del campionato ceco con 20 reti nella stagione 1993-1994. Nella stagione 1994-1995 realizza 10 reti piazzandosi al terzo posto nella classifica marcatori del torneo, inoltre è il miglior marcatore stagionale dello Sparta. Dopo aver vinto sei titoli nazionali e due Coppe di Cecoslovacchia (1988 e 1992), nel novembre del 1995 è ceduto in prestito ai tedeschi del Kaiserslautern: non va in gol in sei mesi di Bundesliga e a fine la squadra tedesca retrocede in seconda divisione, tuttavia Siegl decide l'incontro valido per i quarti di finale di DFB-Pokal siglando la rete finale al 117' contro l'Homburg (3-4), che consente ai Diavoli rossi di accedere alla semifinale, poi vinta 1-0 sul Bayer Leverkusen. L'attaccante ceco non è titolare nella finale di coppa vinta dal Kaiserslautern sul Karlsruhe per 1-0.
A fine stagione fa nuovamente ritorno allo Sparta Praga: vince per tre anni di fila il titolo di capocannoniere in patria e aiuta il club granata a vincere altri cinque campionati cechi consecutivi. Dopo i 30 anni non va più in gol con costanza e dopo aver vissuto 13 stagioni con lo Sparta, è ceduto a titolo definitivo al Marila Příbram nel gennaio 2001: chiude la sua esperienza con lo Sparta Praga con un totale di 127 marcature in 259 match di campionato. Nel campionato 2001-2002 firma 11 centri, raggiungendo il quarto posto tra i marcatori. Nel gennaio del 2004 trascorre sei mesi con la maglia del Viktoria Plzeň, prima di accasarsi al SIAD Most, società di seconda divisione: Siegl segna 16 volte, il SIAD Most vince il campionato e torna in massima serie. Nel 2008 l'attaccante si ritira come miglior marcatore del campionato ceco con 121 reti in 277 partite, superato negli anni successivi di David Lafata.
Totalizza più di 525 match e più di 209 marcature tra club e Nazionale, alla media di 0,4 reti a partita. Ha giocato 52 volte in competizioni europee segnando 9 gol, 7 in Champions League, tra cui uno il primo aprile 1992 al Barcellona in Coppa dei Campioni 1991-1992 superando Zubizarreta e firmando l'1-0 finale per il club cecoslovacco.

### Dopo il ritiro
Nel 2006 è l'assistente allenatore dello Sparta Praga, ricoprendo questo incarico fino al 2008.

## Palmarès

### Club

#### Competizioni nazionali
- Campionato cecoslovacco: 4

Sparta Praga: 1987-1988, 1989-1990, 1990-1991, 1992-1993
- Coppa di Cecoslovacchia: 2

Sparta Praga: 1988, 1992
- Campionato ceco: 7

Sparta Praga: 1993-1994, 1994-1995, 1996-1997, 1997-1998, 1998-1999, 1999-2000 e 2000-2001
- Coppa di Germania: 1

Kaiserslautern: 1995-1996

### Individuale
- Capocannoniere del campionato ceco: 4

1993-1994 (20 gol), 1996-1997 (19 gol), 1997-1998 (13 gol) e 1998-1999 (18 gol)
- Capocannoniere della Druhá Liga: 1

2004-05 (16 gol)